# غاري هيغينز
غاري هيغينز (بالإنجليزية: Gary Higgins)‏ هو موظف مدني ومبرمج وسياسي أسترالي، ولد في 26 مايو 1954 في غريفيث في أستراليا. نشط حزبياً في حزب الدولة الليبرالي ‏. وقد انتخب Leader of the Opposition (Northern Territory) ‏ (2 سبتمبر 2016 – ) وانتخب عضو الجمعية التشريعية للإقليم الشمالي ‏ عن دائرة Electoral division of Daly ‏ (25 أغسطس 2012 – ).